# Zio Paperone e i misteri della cattedrale
Zio Paperone e i misteri della cattedrale (The Phantom of Notre Duck) è una storia a fumetti disney scritta e disegnata da Carl Barks nel 1965.
La storia trae alcuni spunti dal romanzo Il fantasma dell'Opera di Gaston Leroux e composta da 24 tavole scritte da Carl Barks.

## Trama
Paperon de' Paperoni ha attivato un nuovo sistema elettronico di sblocco della cassaforte del suo deposito che consiste nel suonare la melodia di "My bonnie lies over the ocean!", una vecchia ballata scozzese (tradotto in italiano con "Il mio cuore è sopra l'oceano!") con un flauto speciale. Data la preziosità dello strumento, Paperone accompagnato da Paperino e Qui, Quo, Qua decide di bagnarlo nella fontana dei desideri della cattedrale paperopolese di Notre Paper (chiaro riferimento alla cattedrale francese di Notre-Dame), per renderlo impermeabile al malocchio: secondo la leggenda, infatti, qualunque oggetto venga immerso in questa fonte verrà protetto da eventuali danni. Paperone, ricordando ingenuamente ad alta voce la melodia della sua cassaforte, cala quindi il flauto con una cordicella nel buio della fontana ma quando tira su la corda, trova alla sua estremità un pesce. Il papero si cala immediatamente nel pozzo dove si raccoglie l'acqua della fontana per cercare il suo strumento ma nell'acqua non trova nulla, nemmeno le monetine che i visitatori sono soliti lanciare per propiziarsi la buona sorte. Picchiettando il muro con il bastone, cercando di trovare un passaggio segreto per un ladro di monetine, sente suonare al suo flauto la melodie di "My bonnie"; rimuove una pietra del pozzo e infila dentro la mano, ma gli verrà pinzata in un portafoglio vuoto. Risalito velocemente dalla fontana, Paperone chiede ad una guardia dove si passi per raggiungere le fondamenta della chiesa e questi gli spiega che i sotterranei degli edifici sono cunicoli e catacombe. Improvvisamente la melodia sembra essere suonata da quello che Paperone pensa sia l'attico di Notre Paper ma, in realtà, la cattedrale non ha un attico. Prima che possa raggiungere le scale per il tetto, la melodia viene suonata da un'armatura posta in una nicchia e proprio nella nicchia, Paperone trova un passaggio segreto e vi si intrufola. Intanto la guardia scappa spaventata dalla possibilità di imbattersi nel fantasma della Cattedrale, la cui leggenda è ben conosciuta a Paperopoli. Nei bui cunicoli Paperone trova, inciampando, una rampa di scale e raggiunge, cadendo, una sala sotterranea dove trova una rappresentazione in miniatura della cattedrale, costruita da migliaia e migliaia di monetine. Salito velocemente verso il tetto dell'edificio si imbatta nel fantasma della cattedrale, che subito scompare. Pensando di aver individuato la botola da dove lo spettro è fuggito, si affaccia ma si ritrova a guardare l'interno della cattedrale dal soffitto; spaventato dall'improvvisa apparizione dietro di lui del fantasma, precipita giù ma questi lo salva agganciandolo con una fune uncinata. Paperino cerca di raggiungere il tetto per issarlo su, ma si imbatte nel fantasma e, cercando di catturarlo, cade nel vuoto, riuscendo miracolosamente ad abbracciare un pennone. Risalito sul tetto, insegue il fantasma fino alla sommità del campanile più alto ma questi apre la punta del campanile e si chiude nel vano vuoto che si trova all'interno, facendo roteare dall'interno la punta e Paperino che stava cercando di aprirla. Intanto Qui, Quo, Qua hanno ammucchiato dei cuscini sotto Paperone e con arco e freccia tagliano la corda che sostiene lo zio, che atterra sul soffice. Uscito fuori nota la brutta situazione in cui si trova il nipote ma mentre raggiunge le scale per salire a salvarlo di scontra con il fantasma che stava scendendo per intrappolare di nuovo il vecchio papero. Nell'inseguimento, lo spettro riesce a intrapporarlo in una canna dell'organo ed inizia a suonarlo. Al fantasma non resta che intrappolare anche Qui, Quo, Qua per poi potersi tranquillamente impossessare del denaro del deposito ma i gemelli, nel frattempo, sono corsi nella sede delle Giovani Marmotte a recuperare il loro cane segugio. Aiutati dal cane che indica loro la strada, si lanciano all'inseguimento del fantasma, prima saltando di corda in corda tra le campane della cattedrale e poi sul tetto dell'edificio dove, però, uno ad uno i gemelli cadono in tre botole (che li conducono in altrettante canne dell'organo), mentre il segugio viene spinto giù dal fantasma e cade nell'acqua. Ripresosi velocemente, il cane fiuta indizi fino a raggiungere l'organo, qui sente i paperi e li libera. Raggiunti da Paperino, i cinque, nascosti, vedono arrivare il fantasma con una carriola di monete rubate dal deposito di Paperone, lo seguono e lo mettono alle strette nella caverna del modello in scala della cattedrale. Qui il fantasma rivela il suo desiderio segreto, che lo ha portato a tutto ciò: riuscire ad ultimare nell'arco della propria vita il modello in scala della cattedrale con le monetine. Paperone si rivela estremamente felice dell'idea e si propone di offrirgli tutte le monete che serviranno, in cambio di poterlo aiutare nel suo progetto. I nipoti si rivelano più sospettosi e vogliono smascherare lo spettro, che alla fine si rivela essere un papero estremamente simile a Paperone e quindi Paperino conclude dicendo che ha la faccia di uno che ama giocare con le monete.

## Pubblicazioni
- USA, novembre 1965 sul numero 60 di Uncle Scrooge
- Italia, 12 giugno 1966 sul numero 550 di Topolino.

### Altre pubblicazioni italiane
- Cartonatoni Disney #3A (1972)
- Complete Carl Barks #30 (1980)
- Paperino di Barks collezione ANAF #57-C (1986)
- Zio Paperone #24 (1991)
- Super Disney #6 (1996)
- Topolino #2264 (1999)
- La grande dinastia dei paperi #30 (2008)
- I Grandi Classici Disney #256 (2008)
- Uack! #20 (2015)

## Tematiche
La storia apparentemente di semplice lettura nasconde però, nel perfetto stile Barksiano, una velata critica alla mercificazione della fede, anche se giustamente nella cattedrale non compare nessun simbolo riconducibile a qualche tipo di religione.